# سید شمس‌الدین وهابی
سید شمس‌الدین وهابی (۱۳۳۴ بهبهان -۱۳۹۸)نماینده تهران در مجلس ششم، استاد دانشکده مهندسی معدن دانشگاه تهران و عضو جبهه مشارکت ایران اسلامی بود.

## درگذشت
سید شمس الدین وهابی ۱۸ مرداد ۱۳۹۸ در تهران درگذشت.

## پیوندهای وابسته
- فهرست نمایندگان دوره ششم مجلس شورای اسلامی

وی از اعضای شورای بازو تسخیر کنندگان لانه جاسوسی در 13آبان سال1358بود